# Poecilochaetus multibranchiatus
Poecilochaetus multibranchiatus är en ringmaskart som beskrevs av Leon-Gonzalez 1992. Poecilochaetus multibranchiatus ingår i släktet Poecilochaetus och familjen Poecilochaetidae. Inga underarter finns listade i Catalogue of Life.